# Ticodendraceae
Ticodendraceae es una familia de plantas dentro del orden fagales originaria de América Central que posee un único género, Ticodendron. A su vez, dentro de este género, Ticodendron incognitum es la única especie identificada. Está estrechamente relacionada con la familia Betulaceae.

## Taxonomía
La familia posee un solo género monoespecífico.
- Género Ticodendron Gómez-Laur. & L.D.Gómez (1989)
  - Ticodendron incognitum Gómez-Laur. & L.D.Gómez (1989)